# Leptodea leptodon
Leptodea leptodon é uma espécie de bivalve da família Unionidae.
É endémica dos Estados Unidos. 